# Melitopol
Melitopol (ukrainisch Мелітополь; russisch Мелитополь [mɪliˈtɔpɐlj]) ist das Zentrum des gleichnamigen Rajons in der Oblast Saporischschja in der Ukraine mit rund 154.000 Einwohnern (2018). Die Stadt stellt ein wichtiges Industriezentrum im Süden der Oblast dar und befindet sich etwa 60 km nördlich des Asowschen Meeres, 110 km südlich von Saporischschja und 120 km westlich von Berdjansk.

## Name
Der Stadtname kommt vom griechischen Wort Μελιτόπολις, wörtlich ‚Honigstadt‘.

## Geschichte

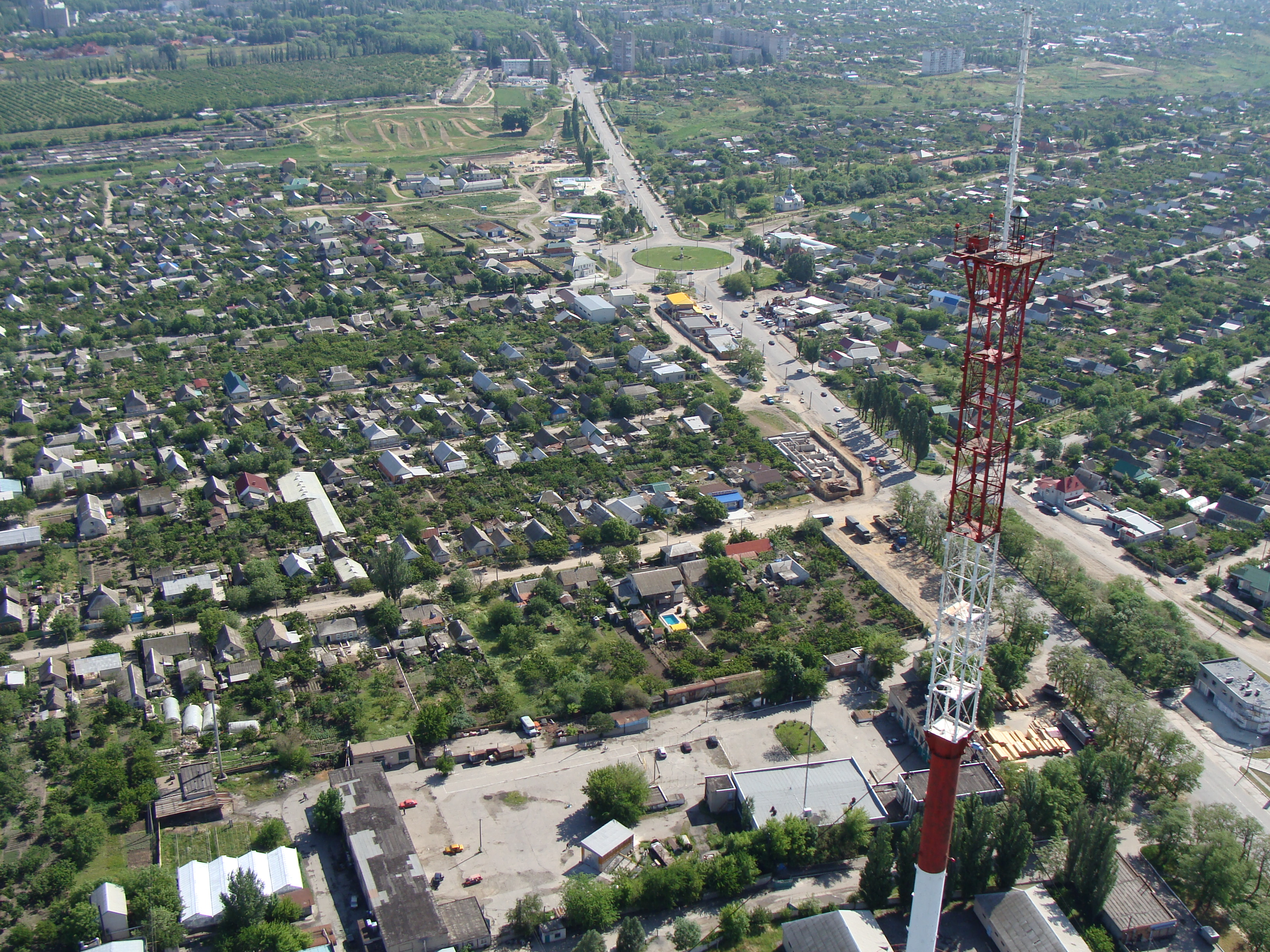
Melitopol aus der Luft

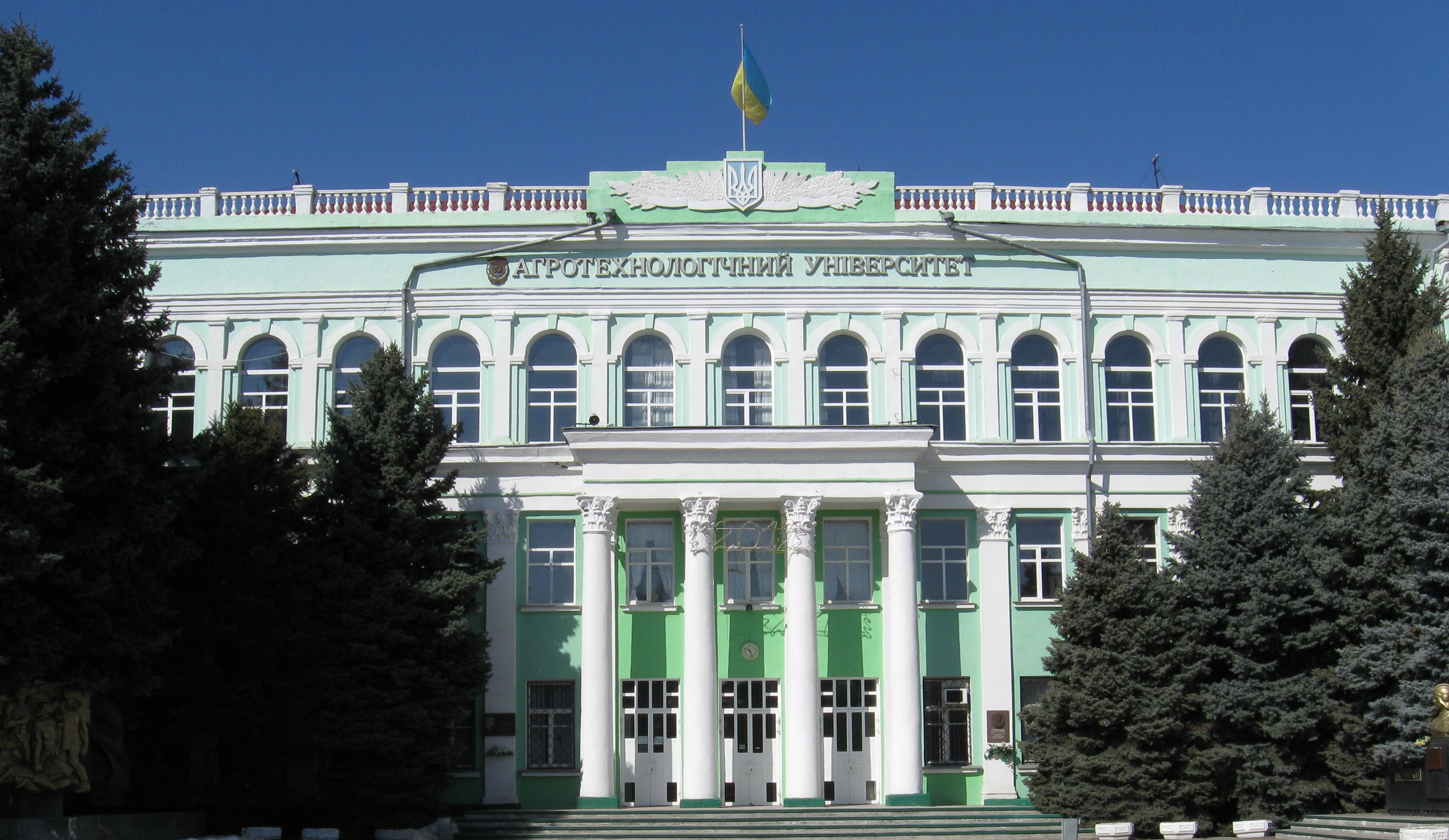
Agrotechnologische Universität

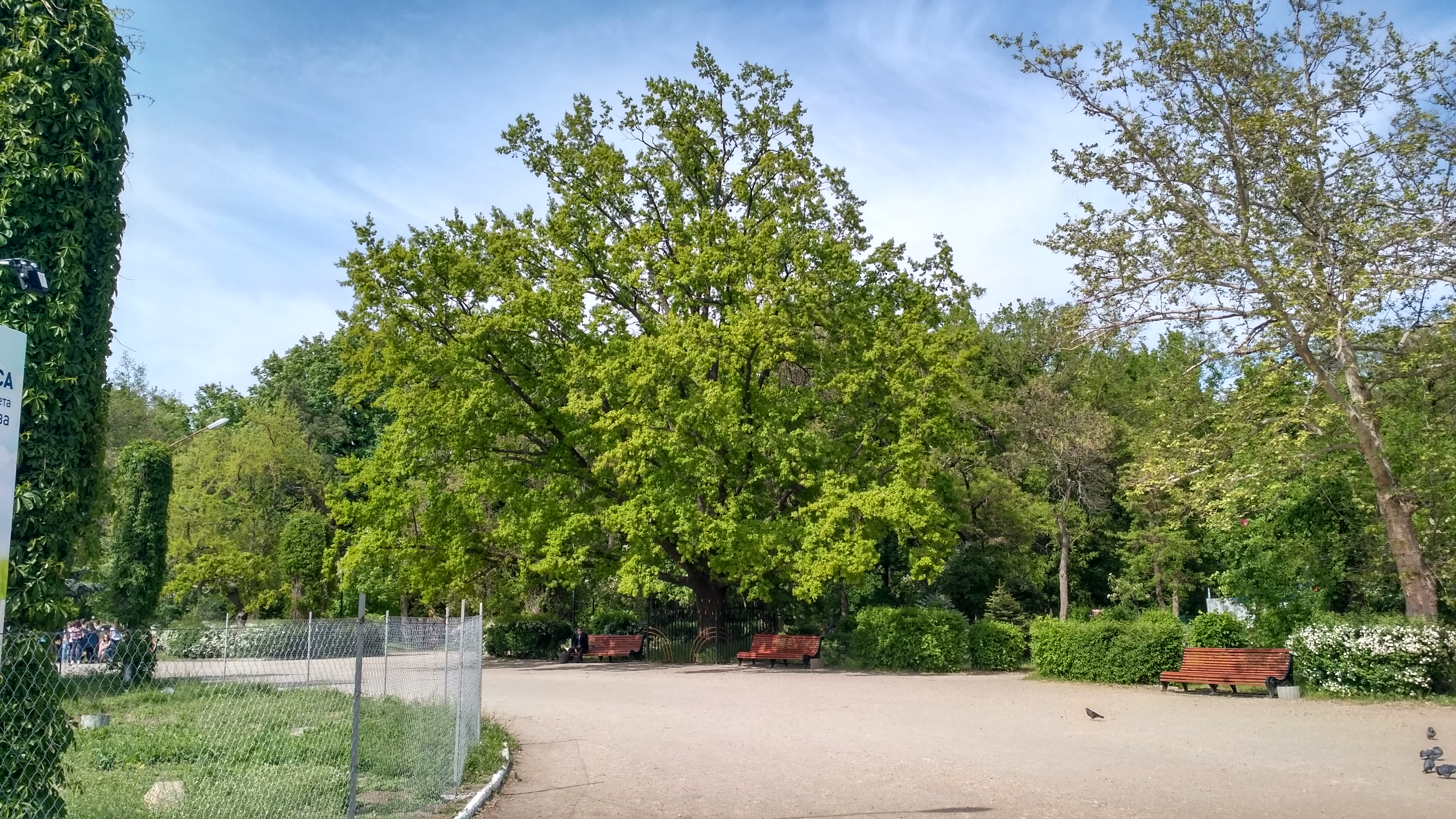
Stadtpark

1816 wurde an diesem Ort eine Siedlung namens Nowoalexandrowka bzw. Kiz-Yar (krimtatarisch Qız Yar; ukrainisch Киз-Яр) gegründet. 1842 erhielt sie die Stadtrechte und wurde in Melitopol umbenannt.
Im Zweiten Weltkrieg war die Stadt, von 1942 bis 1943, Sitz der deutschen Besatzungsbehörden für den Teilbezirk Taurien. In Melitopol war auch das Kriegsgefangenenlager 424 für deutsche Kriegsgefangene, das aus Naltschik verlegt worden war.
Russische Besetzung ab 2022
Als erste größere Stadt besetzte die russische Invasionsarmee von der Halbinsel Krim kommend am 26. Februar 2022 nach eigenen Angaben Melitopol. Danach wurde in einer „Säuberung“ jedes Haus durchsucht. Im Laufe des Krieges entwickelte sich Melitopol bzw. die Eisenbahninfrastruktur der Stadt zu einem wichtigen Verteilzentrum von Personal und Material für die Logistik der russischen Streitkräfte. Gegen eine Rückeroberung durch ukrainische Truppen wurden nördlich der Stadt Minenfelder, Panzersperren und Stellungen errichtet.
Am 10. März 2022 wurde der Bürgermeister Iwan Fedorow von russischen Militärangehörigen verschleppt. Auch die krimtatarische Vizevorstehende des Bezirksrats war verhaftet, aber wieder freigelassen worden, die Verhaftung des Vorstehenden des Bezirksrats erfolgte am 13. März. Als Bürgermeisterin versuchten die Besatzer Halyna Danyltschenko zu installieren. Am 21. April erklärte der ukrainische Bürgermeister Iwan Fedorow, in einem Fernsehinterview, dass ukrainische Partisanen nach Angaben des ukrainischen Geheimdienstes 100 russische Militär- und Polizeiangehörige in der Stadt getötet hätten. Fjodorow behauptete zudem, dass die russische Armee Schwierigkeiten habe, die Partisanen zu bekämpfen, da die Mehrheit der Bevölkerung von Melitopol hinter den Aktionen des Widerstandes steht und diese zum Teil unterstützt. Wiederholt kam es im Laufe des Jahres 2022 zu teils schweren Explosionen in der Stadt, die mehrheitlich als Sabotageakte gegen die russischen Besatzer gedeutet wurden.
Russische Truppen nahmen am 23. März 2022 den Vater einer Journalistin in Melitopol als Geisel und forderten ihre Rückkehr, um Kontrolle über ihre Nachrichten-Webseite zu erlangen. Ihr Vater wurde schließlich erst freigelassen, als die Journalistin die Kontrolle über ihre Nachrichten-Website aufgab und aufhörte, für die Seite zu schreiben. Die Internetzeitschrift Meduza schilderte rechtswidrige Methoden und brutale Übergriffe der russischen Besatzungstruppen. Die ukrainische Online-Zeitschrift Ukrajinska Prawda berichtete, dass flüchtende Ukrainer nicht in den freien Teil der Ukraine reisen könnten, sondern nur auf die russisch besetzte Krim, die Zeitung Nowaja gaseta. Europa mit Redaktionssitz in Riga gab an, dass russische Propaganda in Melitopol äußerst präsent sei.
Am 30. September 2022 kam es zu einem Scheinreferendum für die Russische Annexion der Süd- und Ostukraine, wodurch Melitopol seit Anfang Oktober 2022 als Teil der Russischen Föderation betrachtet wurde. Dieser einseitige Akt wurde von den Vereinten Nationen mehrheitlich als illegal eingestuft. Melitopol wurde zur Hauptstadt des russisch besetzten Teils der Oblast Saporischschja erklärt. Zudem wurden Bewohner von Melitopol aufgefordert, bis zum 10. Oktober 2022 ein Freiwilligenbataillon mit 3000 Mann für die russische Seite aufzustellen. Die ukrainische Seite begann in der Folge mit ersten Angriffen auf die Stadt. Neben militärischen Zielen wurden dabei am 10. Dezember 2022 auch zivile Objekte, darunter ein Restaurant und ein Erholungsheim getroffen. Die Serie von Anschlägen auf Repräsentanten der Besatzung – darunter Politiker und hohe Polizeibeamte – hielt auch danach weiter an.
Im Frühjahr 2023 wurde Melitopol als mögliches Hauptziel einer ukrainischen Gegenoffensive ausgemacht. Mehrfach kam es zu Explosionen in der Stadt und ihrem Umfeld, die laut dem ukrainischen Exilbürgermeister in militärischen Objekten stattfanden. Anfang Mai 2023 gab es erste Anzeichen für die Evakuierung der Besatzer sowie von Teilen der Zivilbevölkerung. So kam es am 7. Mai 2023 zur plötzlichen Schließung von Lebensmittelgeschäften einer russischen Kette. Es folgten Berichte über als Zivilisten getarnte Soldaten, die die Stadt in Richtung Mariupol verlassen sowie über die Schließung von Verwaltungsgebäuden.

## Einwohnerentwicklung
Die Einwohnerzahl entwickelte sich folgendermaßen:
Quellen:
1939: 
1959: 
1979: 
ab 1989: 

## Söhne und Töchter der Stadt
- Mieczysław Michałowicz (1872–?), polnischer Geiger und Musikpädagoge
- Dmytro Donzow (1883–1973), Jurist und Publizist
- Iossif Trachtenberg (1883–1960), sowjetischer Wirtschaftswissenschaftler
- Alexander Grigorjewitsch Tyschler (1898–1980), Maler, Grafiker und Bühnenbildner
- Samuel Kaylin (1892–1983), ukrainisch-US-amerikanischer Filmkomponist
- Michail Lifschitz (1905–1983), sowjetischer marxistischer Literaturkritiker und Kunstphilosoph
- Pawel Sudoplatow (1907–1996), Generalleutnant des sowjetischen Geheimdienstes NKWD
- Sot Nekrassow (1908–1990), Metallurg
- Naum Feldman (1918–1994), sowjetischer Mathematiker
- Grigori Tschuchrai (1921–2001), sowjetischer Filmregisseur und Drehbuchautor
- Oleksandr Wosianow (1938–2018), Arzt und Akademiepräsident
- Anatolij Naumenko (* 1941), Literaturforscher, Linguist, Übersetzungswissenschaftler
- Wladimir Pronitschew (* 1953), russischer Offizier
- Hulnara Bekirowa (* 1968), Historikerin
- Jewhen Balyzkyj (* 1969), Politiker
- Jewhen Chatscheridi (* 1987), Fußballspieler
- Iwan Fedorow (* 1988), Politiker
- Jewhen Tscheberko (* 1998), Fußballspieler

## Partnerstädte
Melitopol ist Partnerstadt folgender Städte und Gebiete:
- Brive-la-Gaillarde, Frankreich
- Akdemitscheski rajon (in Moskau), Russland
- Baryssau, Belarus
- Rajon Puchawitschy, Belarus
- Kėdainiai, Litauen
- Sliwen, Bulgarien

## Verkehr
Die Stadt Melitopol verfügt über zwei Busbahnhöfe: den Busbahnhof 1 Melitopol für den Fernbusverkehr und den Busbahnhof 2 Melitopol für den Regionalverkehr.

## Denkmäler
In der Sowjetzeit wurde in Melitopol im Jahr 1927 ein Lenin-Denkmal errichtet, welches im Zweiten Weltkrieg in ein Werk gebracht wurde und dort verblieb. Im Jahr 1949 wurde an seiner Stelle ein neues Lenin-Denkmal errichtet. Dieses wurde im Rahmen der Dekommunisierung in der Ukraine im Jahr 2015 beseitigt und im November 2022 durch russische Besatzungstruppen wiederaufgestellt. Daneben gab es mindestens acht weitere Lenin-Denkmäler in Melitopol, darunter die im Gorki-Park und am Bahnhofsplatz sowie mehrere in Werksarealen.